# Hochspeyer (stacja kolejowa)
Hochspeyer (niem.: Bahnhof Hochspeyer) – stacja kolejowa w Hochspeyer, w kraju związkowym Nadrenia-Palatynat, w Niemczech. Według DB Station&Service ma kategorię 4. Węzeł kolejowy na linii Mannheim – Saarbrücken. Stacja znajduje się w obszarze sieci Verkehrsverbund Rhein-Neckar (VRN) i należy do strefy taryfowej 100. Od grudnia 2003 zatrzymują się tutaj pociągi linii S1 i S2 S-Bahn RheinNeckar.

## Linie kolejowe
- Linia Mannheim – Saarbrücken
- Linia Hochspeyer – Bad Münster am Stein

## Połączenia
| Linia | Trasa | Takt                |
| ----- | --- | ------------------- |
| S1    | Homburg (Saar) – Kaiserslautern – Hochspeyer – Neustadt (Weinstr) – Mannheim – Heidelberg – Eberbach – Mosbach (Baden) – Osterburken | godzinny            |
| S2    | Kaiserslautern – Hochspeyer – Neustadt (Weinstr) – Mannheim – Heidelberg – Eberbach – Mosbach (Baden)                                | godzinny            |
| RB 65 | Kaiserslautern – (Hochspeyer –) Enkenbach – Rockenhausen – Bad Münster a Stein – Bad Kreuznach – Langenlonsheim – Bingen (Rhein)     | pojedyncze pociągi  |
| RE 6  | Karlsruhe – Wörth (Rhein) – Winden (Pfalz) – Landau (Pfalz) – Neustadt (Weinstr) – Lambrecht (Pfalz) – Hochspeyer – Kaiserslautern   | pojedyncze pociągi  |
| RB    | Neustadt-Böbig – Neustadt (Weinstr) – Lambrecht (Pfalz) – Hochspeyer – Kaiserslautern                                                | jedna para pociągów |